# AN/SPS-48
AN/SPS-48とは、1960年代にアメリカ合衆国のITTギルフィラン社が開発した3次元レーダー。

## 概要
開発は1959年に着手され、試作機は1965年より試験に入った。開発当初は主にテリア・システムやターター・システムを搭載した防空艦の中でも比較的大型のミサイル嚮導駆逐艦（DLG / DLGN）に装備されていたが、1980年代から新型のAN/SPY-1多用途レーダーを装備したイージス艦の大量配備が進められたことや冷戦終結後の軍縮に伴い、テリア/ターター・システム搭載艦は2000年までには全艦がアメリカ海軍から退役した。
この他には航空母艦や強襲揚陸艦などの大型艦に装備されており、後には艦艇自衛システム（SSDS Mk.2）に連接された上で同システムの主要対空捜索センサーの一つとして用いられている。
AN/SPS-48はアメリカ海軍艦にのみ搭載されており、レーダーシステム単体での外国への輸出は行われていない。AN/SPS-48を装備した艦艇についても、台湾（中華民国）へ売却されたキッド級ミサイル駆逐艦を除いて、全て退役後はアメリカ国内で保管された後に解体されたか、解体される予定となっている。

## 派生型
AN/SPS-48A
初期型
AN/SPS-48B
詳細不明。AN/SPS-48Cの試作型の可能性あり。
AN/SPS-48C
AN/SPS-48Aの改良型。自動検出・追尾機能を追加し、移動標的識別（MTI）能力を付与。
AN/SPS-48D
AN/SPS-48Eの試作型。1980年代にNTU改修のテストベッドとされた「マハン」に搭載され、運用試験が行われた。
AN/SPS-48E
AN/SPS-48Cの派生型。電波出力が2倍に強化され、受信機の感度も向上。4ステージのソリッドステート式送信機を採用したことにより、コンポーネント数を-48C型の半数に削減すると共に組み込みテスト時の診断が容易となった。
元々はスタンダードSM-2の発射後捜索（Launch On Search：LOS）機能をサポートするNTU改修（New Threat Upgrade）計画の一環として開発されたため、主にNTU改修を受けた艦に搭載された。
AN/SPS-48G
旧式レーダー可用性回復（Radar Obsolescence, Availability Recovery：ROAR）計画に基づいた改良型で、一部は新造されるが、その他は既存のAN/SPS-48Eを改修して製造される。甲板下の電子機器をオープン・アーキテクチャ式の新型に換装することによって、信頼性の向上と訓練時間の短縮が図られている。

## 搭載艦
アメリカ海軍
- テリア・システム搭載艦
  - 原子力ミサイル巡洋艦「ロングビーチ」（1980年代にSCANFARより後日換装）
  - ファラガット級（クーンツ級）ミサイル駆逐艦（AN/SPS-39より後日換装）
  - リーヒ級ミサイル巡洋艦（NTU改修時にAN/SPS-39より換装）
  - 原子力ミサイル巡洋艦「ベインブリッジ」（AN/SPS-52より後日換装）
  - ベルナップ級ミサイル巡洋艦
  - 原子力ミサイル巡洋艦「トラクスタン」
- ターター・システム搭載艦
  - ミッチャー級駆逐艦（DDG改装艦のみ後日装備）
  - フォレスト・シャーマン級駆逐艦（DDG改装艦のみ後日装備）
  - カリフォルニア級原子力ミサイル巡洋艦
  - バージニア級原子力ミサイル巡洋艦
  - キッド級ミサイル駆逐艦
- 航空母艦
  - ミッドウェイ級航空母艦 - 1980年頃に後日装備
  - フォレスタル級航空母艦
  - キティホーク級航空母艦
  - 原子力空母「エンタープライズ」（1980年代にSCANFARより後日換装）
  - ニミッツ級航空母艦
- 揚陸艦
  - タラワ級強襲揚陸艦
  - ワスプ級強襲揚陸艦
  - アメリカ級強襲揚陸艦
  - サン・アントニオ級ドック型輸送揚陸艦

 台湾海軍
- 基隆級駆逐艦（旧米海軍キッド級ミサイル駆逐艦）

## 外部サイト
- FAS.org AN/SPS-48C
- http://what-when-how.com/military-weapons/naval-radars-military-weapons/